# Świnicka Kopa

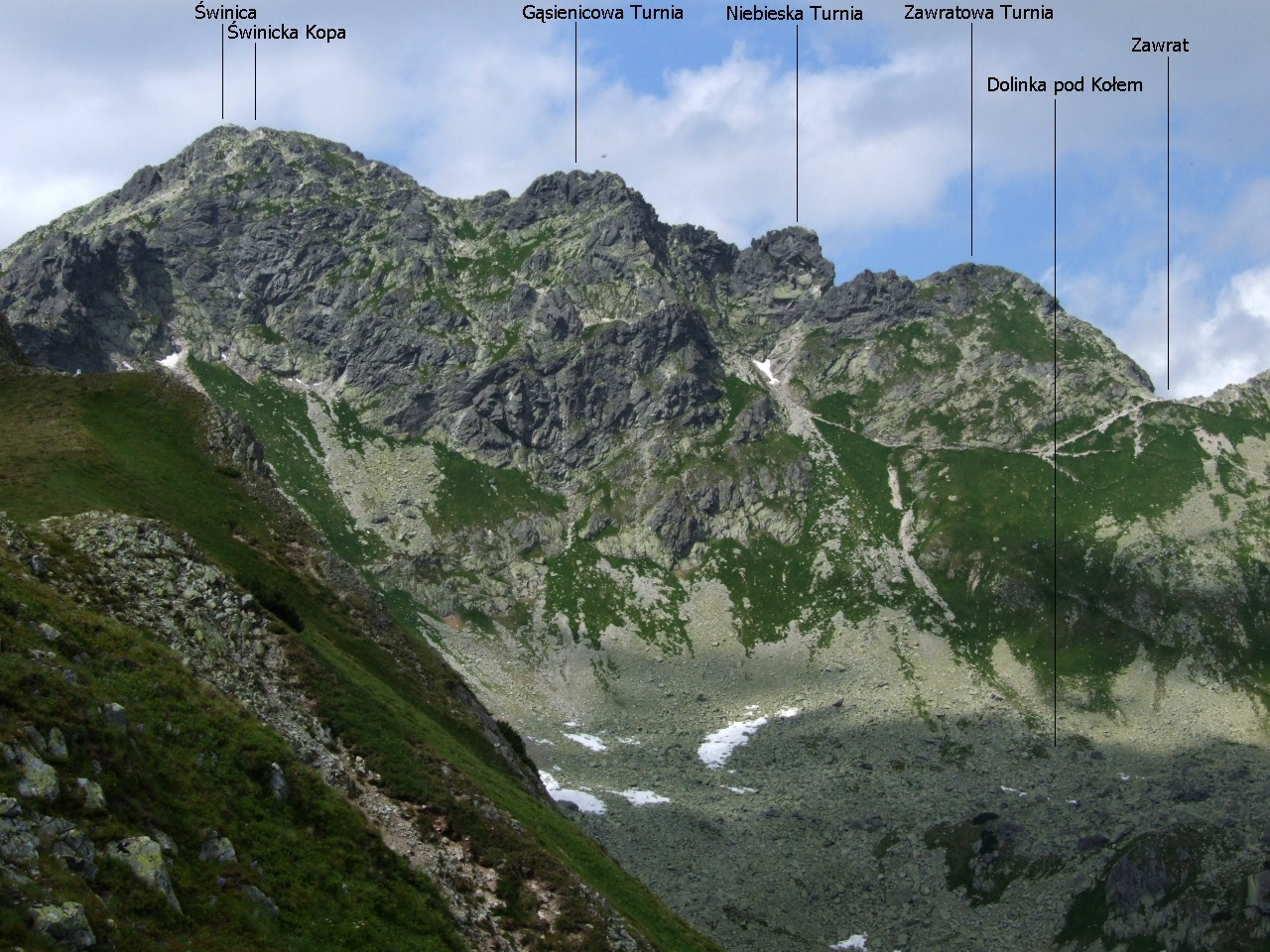
Blick vom Glatten Pass (Gładka Przełęcz)

Die Seealmkoppe (polnisch Świnicka Kopa) ist ein Berg in der polnischen Hohen Tatra mit 2298 m im Massiv der Seealmspitze (Świnica). Auf dem Gipfel verläuft die Grenze zwischen den Gemeinden Zakopane im Westen und Bukowina Tatrzańska, konkret den Ortsteil Brzegi, in der Woiwodschaft Kleinpolen im Landkreis Powiat Tatrzański.

## Lage und Umgebung
Unterhalb des Gipfels liegen das Fünfseental (Dolina Pięciu Stawów Polskich), konkret sein Hängetal Kegelkar  (Dolina pod Kołem), im Osten und Seealmtal (Dolina Zielona Gąsienicowa), konkret sein Hängetal Irrkessel (Mylna Kotlinka) im Westen.
Vom Gipfel des Seealmspitze (Świnica) im Süden wird die Seealmkoppe durch die Obere Seealmkerbe (Świnicka Szczerbina Wyżnia) getrennt, von dem südlich gelegenen Oberen Seealmturm  (Gąsienicowa Turnia) durch die Obere Seealmscharte.

## Etymologie
Der polnische Name Świnicka Kopa lässt sich als Schweinekopfkoppe übersetzen. Der Name rührt von der nahe gelegenen Świnica. 

## Flora und Fauna
Trotz seiner Höhe besitzt die Seealmkoppe eine bunte Flora und Fauna. Es treten zahlreiche Pflanzenarten auf, insbesondere hochalpine Blumen und Gräser. Neben Insekten und Weichtieren sowie Raubvögeln besuchen auch Murmeltiere und Gämsen den Gipfel.

## Tourismus
Die Seealmkoppe ist bei Wanderern beliebt. Sie liegt auf dem Hauptweg von der oberen Seilbahnstation auf den Kasprowy Wierch zum Bergpass Zawrat, wo der Höhenweg Orla Perć (Adlerweg) beginnt.

### Routen zum Gipfel
Der Wanderweg auf die Seealmkoppe führt entlang des Hauptkamms der Tatra und der polnisch-slowakischen Grenze und biegt nach dem Gipfel der Seealmspitze nach Norden ab.
- ▬ Ein rot markierter Wanderweg führt vom Kasprowy Wierch über die Gipfel Beskid und Pośrednia Turnia sowie die Bergpässe Liliensattel (Liliowe) und Seealmsattel (Świnicka Przełęcz) auf den Gipfel und weiter zum Höhenweg Orla Perć. Von der Seite der Riegelscharte (Zawrat) und damit der Täler Fünfseental und Seealmtal ist der Aufstieg ebenfalls auf demselben Wanderweg von entgegengesetzter Richtung möglich. Als Ausgangspunkt für eine Besteigung aus den Tälern eignen sich die Berghütten Schronisko PTTK Murowaniec sowie Schronisko PTTK w Dolinie Pięciu Stawów Polskich.

## Belege
- Zofia Radwańska-Paryska, Witold Henryk Paryski: Wielka encyklopedia tatrzańska. Poronin, Wyd. Górskie, 2004, ISBN 83-7104-009-1.
- Tatry Wysokie słowackie i polskie. Mapa turystyczna 1:25.000, Warszawa, 2005/06, Polkart, ISBN 83-87873-26-8.